# JR東日本環境アクセス
株式会社JR東日本環境アクセス（ジェイアールひがしにほんかんきょうアクセス））は、東京都台東区に本社を置く、鉄道系のビルメンテナンス事業者である。東日本旅客鉄道（JR東日本）の完全子会社（連結子会社）。

## 主な事業
- ビルメンテナンス事業
  - 清掃サービス
  - ホテルサービス
  - 設備管理 ・環境衛生管理
  - 警備保安
- 資源循環事業
  - 廃棄物収集運搬事業
  - リサイクル事業
- 駅クリーン事業
  - 駅舎清掃
  - 車両清掃
- オペレーション事業
  - コインロッカー・自動販売機等の管理業務

かつては駅業務受託事業も行っていたが、JR東日本ステーションサービスに移管した。また、駅舎・車両の清掃業務も千葉支社管内はJR千葉鉄道サービス、水戸支社管内はJR水戸鉄道サービス、高崎支社管内はJR高崎鉄道サービスの管轄となっているため、これらのエリア内では駅舎・車両の清掃業務は行っていない。

## 沿革
- 1946年（昭和21年）2月 - 財団法人鉄道弘済会の直轄機関農産部として設置され、国鉄関係の整備業務を受託[1]。
- 1963年（昭和38年）
  - 3月30日 - 財団法人鉄道弘済会の全額出資（資本金500万円）による弘済整備株式会社として独立[1]、大田盛三が代表取締役社長に就任。官公庁、一般のビルメンテナンス、都区道路清掃を受注。
  - 11月1日 - 代表取締役社長大田盛三が辞任、高野武雄が代表取締役社長に就任。
- 1967年（昭和42年）4月28日 - 全国ビルメンテナンス協会、東京ビルメンテナンス協会に加入。
- 1968年
  - 1月27日 - 建設省中央合同庁舎3号館の清掃を開始（1983年3月31日終了）。
  - 6月1日 - 東京都の道路清掃（スイーパー）、東京都文京区道の清掃を開始。
  - 7月1日 - 東京都の道路清掃（特殊車両）を開始。
- 1970年（昭和45年）
  - 3月15日-9月13日 - 日本万国博覧会での一部清掃を担当。
  - 4月1日 - 東京都横断歩道橋清掃（人力）を開始。
  - 10月1日 - 車両整備協会に加入。
- 1971年（昭和46年）
  - 6月1日 - 国立公文書館での設備管理を開始。
  - 9月23日 - 北関東荷物を設立、秋山丈夫が代表取締役社長に就任。
  - 10月30日 - 大蔵省での警備を開始（1978年3月31日終了）。
- 1973年
  - 4月1日 - 東京都職業能力開発研修所での清掃、設備管理、警備を開始。
  - 11月28日 - 東京陸運局長より指定自動車整備業の指定を受ける。
- 1974年（昭和49年）4月10日 - 産業廃棄物収集運搬業許可を取得（東京都許可産廃346号）
- 1975年（昭和50年）
  - 3月19日 - 代表取締役社長高野武雄が死亡。
  - 3月28日 - 波江貞夫が代表取締役社長に就任。
  - 7月15日 - 代表取締役波江貞夫が取締役に就任、藤村秀雄が代表取締役社長に就任。
- 1976年（昭和51年）5月10日 - 浅草保健所での清掃、設備管理を開始。
- 1977年（昭和52年）7月18日 - 国鉄水戸鉄道管理局新庁舎で喫茶店エルの営業を開始。
- 1978年（昭和53年）
  - 1月11日 - 神奈川県ビルメンテナンス協会に加入。
  - 4月1日 - 新宿区民福祉会館での清掃を開始。
  - 5月1日 - 警察庁科学警察研究所での清掃を開始。
  - 5月15日 - 埼玉県産業廃棄物収集運搬業許可を取得。
  - 9月11日 - 東京都一般廃棄物収集運搬業許可を取得。
- 1979年（昭和54年）
  - 2月25日 - 社内報『こうさいせいび』を発刊。
  - 4月1日 - 警察庁庁舎での清掃を開始。
  - 6月1日 - コーセービルサービスを設立。
- 1980年（昭和55年）10月1日 - 北関東荷物から北関東鉄道荷物に商号変更。
- 1981年（昭和56年）
  - 4月1日 - 水鉄開発を設立、藤村秀雄が代表取締役に就任。
  - 9月30日 - 読売文化センター荻窪での清掃、セットを開始。
- 1984年（昭和59年）
  - 2月1日 - 北新宿サマリヤマンションでのマンション管理を開始。
  - 9月1日 - ホテルレインボーでの客室清掃を開始。
  - 9月14日 - 大森東急インでの客室清掃を開始。
- 1985年（昭和60年）
  - 3月2日 - 西武ショッピング店での清掃を開始。
  - 3月21日 - アーバンハイツ巣鴨（A棟）でのマンション管理、駐車場管理を開始。
  - 5月28日 - 代表取締役社長藤村秀雄が取締役相談役に退任、古河寿之が代表取締役社長に就任。
- 1986年（昭和61年）
  - 3月3日 - 日本テレコム東日本支店での清掃を開始。
  - 4月1日 - 東京都台東区役所、台東区立下谷中学校、台東小学校、台東幼稚園での環境衛生管理を開始。
  - 12月15日 - ニューハイム蔵前でのマンション管理を開始。
- 1991年（昭和3年）10月2日 - 高年齢者の雇用に努めたことにより労働大臣賞を受賞。
- 1992年（平成4年）9月22日 - 身障者雇用対策促進に努めたことにより労働大臣賞を受賞。
- 1994年（平成6年）6月7日 - 代表取締役社長古河寿之が取締役相談役に就任、水上勝博が代表取締役社長に就任。
- 1999年（平成11年）
  - 9月30日 - 東日本旅客鉄道株式会社の全額出資会社となった。
  - 11月17日 - ISO14001の認証を取得。
  - 12月1日 - 「弘済整備株式会社」から株式会社東日本環境アクセスに社名を変更[3]。
- 2001年10月1日 - 東京都一般廃棄物処分業許可、川崎市一般廃棄物収集運搬業許可を取得。
- 2002年（平成14年） - ISO14001登録更新。
- 2004年（平成16年）
  - 4月5日 - 本社新社屋の起工式を挙行。
  - 12月24日 - 本社新社屋の竣工式を挙行。
- 2005年（平成17年） - ISO9001認証取得。
- 2008年（平成20年）6月25日 - 代表取締役五島文明が取締役会長に就任、原田尚志が代表取締役社長に就任。
- 2009年（平成21年）
  - 4月1日 - JR東日本グループ内の事業再編に伴い、関東各県で駅業務・駅ビル事業等を行っていた株式会社ジェイアール東京企画開発、株式会社ジェイアール神奈川企画開発、株式会社ジェイアールかいじ企画開発、株式会社ジェイアール宇都宮企画開発の4社を吸収合併。この4社の、生活サービス事業は、各業種、業態において専門的に展開する会社であるJリテール、NRE、JEFB、駅ビル会社に、駅業務（118駅125コーナー）は東日本環境アクセスに、それぞれ移管されたもの。関東車両整備が受託していた38駅の清掃業務、我孫子・取手2駅での折返し車内清掃、乗組員休憩室ほかの清掃を移管し、新規受託した。那須塩原車両基地での車内清掃を鉄道整備に移管した。
  - 7月1日 - 社内報『ACCESS』を季刊から月刊に変更。
- 2010年5月1日 - ハッピーポイント制度を開始。
- 2011年（平成23年）
  - 4月1日 - 業務管理システムECOHSをサービスイン。
  - 4月28日 - 東京都公安委員会より古物商許可を取得。
- 2012年（平成24年）
  - 10月1日 - コーセービルサービスを吸収合併。
  - 10月19日 - JR東日本よりエコロジー推進表彰を受ける。
- 2013年（平成25年）4月1日 - 駅業務受託事業を分割し、新設されたJR東日本ステーションサービスに移管。
- 2016年（平成28年）2月27日 - 赤石良治が代表取締役社長に就任。
- 2019年（令和元年）
  - ISO14001およびISO9001認証を返上。
  - 12月1日 - 「株式会社東日本環境アクセス」から株式会社JR東日本環境アクセスに社名を変更[4]。

## 事業ネットワーク
- 本社

### 駅クリーン・ビル・環境

#### 東京中央

##### 駅
- 東京事業所（東京駅構内）
- 東京臨海事業所（東京テレポート駅構内）
- 品川事業所（品川駅構内）
- 上野事業所（上野駅構内、つくばエクスプレス秋葉原駅構内）
- 池袋事業所（池袋駅構内、赤羽駅構内）
- 新宿事業所（新宿駅南部現業事務所内）
- 西武事業所（東京都練馬区上石神井　西武上石神井車両基地構内）

##### 商業・オフィスビル
- 東京事業所新幹線運行本部支所（東京都千代田区丸の内　新幹線運行本部ビル内）
- サピアタワー事業所（東京都千代田区丸の内　サピアタワー内地下3階）
- サピアタワー事業所ノースタワー支所（東京都千代田区丸の内　ノースタワー内地下3階）
- サウスタワー事業所（東京都千代田区丸の内　グラントウキョウサウスタワー内地下4階）
- 上野事業所上野駅ビル支所（東京都台東区上野　アトレ上野店内）
- マガジンハウス事業所（東京都中央区銀座　（株）マガジンハウス内）
- TJKプラザビル事業所（東京都千代田区富士見　TJKプラザビル内）
- TJKプラザビル事業所西新橋ビル支所（東京都港区西新橋　保険組合・保健会館内）
- TJKプラザビル事業所東中野支所（東京都中野区東中野　東中野保健センタービル内）
- 秋葉原駅ビル事業所（東京都千代田区外神田　アトレ秋葉原1内）
- 大井町駅ビル事業所（東京都品川区大井　アトレ大井町店内）
- 大森駅ビル事業所（東京都大田区大森北　防災センター内）
- 蒲田駅ビル事業所（東京都大田区西蒲田　グランデュオ蒲田西館地下2階）
- JR東京支社事業所（東京都北区東田端　JR東京支社ビル内）
- 池袋駅ビル事業所（東京都豊島区西池袋　メトロポリタンプラザビル内）
- 巣鴨ビル事業所（東京都豊島区巣鴨　アーバンハイツ巣鴨内）
- 弘済会館ビル事業所（東京都千代田区麹町　弘済会館ビル内）
- 弘済会館ビル事業所鎌倉河岸支所（東京都千代田区内神田　鎌倉河岸ビル内）
- ホテルエドモント事業所（東京都千代田区飯田橋　ホテルエドモント内）
- 弘済会館ビル事業所ヴォーグビル支所（東京都新宿区市谷本村町　（株）日本ヴォーグ社本社ビル内）
- 新宿駅ビル事業所（東京都新宿区新宿　ルミネエスト地下3階）
- JR本社ビル事業所（東京都渋谷区代々木　東日本旅客鉄道（株）本社ビル内）
- JR本社ビル事業所JR新宿ビル支所（東京都渋谷区代々木　JR新宿ビル内）
- JR総合病院事業所（東京都渋谷区代々木　JR東京総合病院内）
- 恵比寿駅ビル事業所（東京都渋谷区恵比寿南　JR恵比寿ビル2階）
- JR東急目黒ビル事業所（東京都品川区上大崎　JR東急目黒ビル内）
- 荻窪駅ビル事業所（東京都杉並区上荻　ルミネ荻窪店内）
- メンテナンスサービス事業所（上野駅構内）

#### 神奈川

##### 駅
- 川崎事業所（神奈川県川崎市駅前本町　金子ダイヤモンドビル4階）
- 川崎事業所登戸支所（登戸駅構内）
- 横浜事業所（横浜駅構内）
- 横浜事業所新杉田支所（新杉田駅構内）
- 大船事業所（大船駅構内）
- 大船事業所逗子支所（逗子駅構内）
- 茅ケ崎事業所（茅ケ崎駅構内）
- 小田原事業所（小田原駅構内1階）
- 小田原事業所熱海支所（熱海駅構内）

##### 商業・オフィスビル
- 横浜事業所JR横浜支社支所（神奈川県横浜市西区平沼　JR横浜支所ビル内）
- 湘南駅ビル事業所茅ヶ崎駅ビル支所（神奈川県茅ヶ崎市元町　ラスカ茅ヶ崎内）
- 湘南駅ビル事業所（神奈川県平塚市宝町　ラスカ平塚内）
- 湘南駅ビル事業所小田原駅ビル支所（神奈川県小田原市栄町　ラスカ小田原内）
- 弘済学園事業所（神奈川県秦野市北矢名　総合福祉センター弘済学園内）
- 鶴見駅ビル事業所（神奈川県横浜市鶴見区鶴見中央　シァル鶴見内地下1階）

#### 東京西部、山梨

##### 駅
- 立川事業所（立川駅構内）
- 八王子事業所（八王子駅構内）
- 町田事業所（東京都町田市原町田　JR庁舎2階）
- 甲府駅ビル事業所甲府支所（山梨県甲府市丸の内　JR甲府総合事務所3階）
- 西武第二事業所（埼玉県狭山市南入曽　西武南入曽車両基地構内）
- 西武第三事業所（東京都東大和市桜が丘　西武玉川上水車両基地構内）
- 拝島事業所（東京都福生市熊川　豊田車両センター拝島派出所内）

##### 商業・オフィスビル
- 吉祥寺駅ビル事業所（東京都武蔵野市吉祥寺南　アトレ吉祥寺店内）
- 国分寺駅ビル事業所（東京都国分寺市南町　セレオ国分寺店内）
- 立川駅ビル事業所（東京都立川市曙町　ルミネ立川店内）
- 八王子駅ビル事業所（東京都八王子市旭町　セレオ八王子店内地下2階）
- 甲府駅ビル事業所（山梨県甲府市丸の内　甲府ステーションビル内）
- 八王子事業所JR八王子支社支所（東京都八王子市旭町　JR八王子支社ビル内）
- 八王子駅ビル事業所相模原駅ビル支所（神奈川県相模原市中央区相模原　セレオ相模原内）

#### 埼玉、栃木、茨城、白河

##### 駅
- 浦和事業所（武蔵浦和駅構内）
- 浦和事業所南浦和支所（南浦和駅構内）
- 大宮事業所（大宮駅構内）
- 小山事業所（小山駅構内）
- 宇都宮事業所（宇都宮駅構内）
- 那須塩原事業所（那須塩原駅構内）

##### 商業・オフィスビル
- 大宮駅ビル事業所（埼玉県さいたま市大宮区錦町　ルミネ大宮1店内）
- エキュート大宮事業所（埼玉県さいたま市大宮区錦町　エキュート大宮内）
- 宇都宮駅ビル事業所（栃木県宇都宮市市川向町　宇都宮パセオ内）
- JR総合研修センター事業所（福島県白河市十三原道下　JR東日本総合研修センター内）
- 大宮事業所JR大宮支社支所（埼玉県さいたま市大宮区錦町　JR大宮支社ビル内）
- 大宮事業所JR東日本研究開発センター支所（埼玉県さいたま市北区日進町　JR東日本研究開発センタービル内）
- 鉄道博物館事業所（埼玉県さいたま市大宮区大成町　鉄道博物館内）
- 小山事業所小山駅ビル支所（小山駅構内）
- 小山事業所古河駅ビル支所（茨城県古河市本町　パル古河店内）

#### 常磐沿線、総武沿線

##### 駅
- 常磐事業所（我孫子駅構内）

##### 商業・オフィスビル
- 亀戸駅ビル事業所（東京都江東区亀戸　アトレ亀戸店内）
- 亀戸駅ビル事業所墨田ビル支所（東京都墨田区錦糸　東京簡易裁判所墨田庁舎内）
- 北千住駅ビル事業所（東京都足立区千住旭町　ルミネ北千住店内）
- 松戸駅ビル事業所（千葉県松戸市松戸　アトレ松戸店内）
- 松戸駅ビル事業所取手駅ビル支所（茨城県取手市中央町　ボックスヒル取手店内）

#### 廃棄物・環境
- 足立環境事業所（東京都足立区中央本町）
- 東京資源循環センター事業所（東京都品川区八潮　東京貨物ターミナル構内）
- 大宮リサイクル事業所（埼玉県さいたま市大宮区錦町　大宮総合車輌センター内）

#### オペレーション
- 上野コインロッカー事業所（上野駅構内）
- 横浜コインロッカー事業所（東神奈川駅構内）
- 平塚コインロッカー事業所（平塚駅構内）
- 八王子コインロッカー事業所（八王子駅構内）
- 甲府コインロッカー支所（JR甲府総合事務所3階）
- 大宮コインロッカー事業所（大宮駅構内）
- 宇都宮コインロッカー支所（宇都宮第一総合事務所）
- 上野自販機センター（上野駅構内）
- 平塚自販機センター（平塚駅構内）
- 八王子自販機センター（八王子駅構内）
- 甲府自販機センター支所（JR甲府総合事務所3階）
- 大宮自販機センター（大宮駅構内）
- 宇都宮自販機センター支所（宇都宮第一総合事務所）
- 横浜メールセンター（横浜駅構内）

## 関係者
- 石川雅実 - 元プロ野球選手。プロ入り前は親会社のJR東日本硬式野球部に所属。プロ野球引退後に他の職場を経て同社に入社。現在は本社総務部総務課で社長秘書業務に従事。